# 国道441号

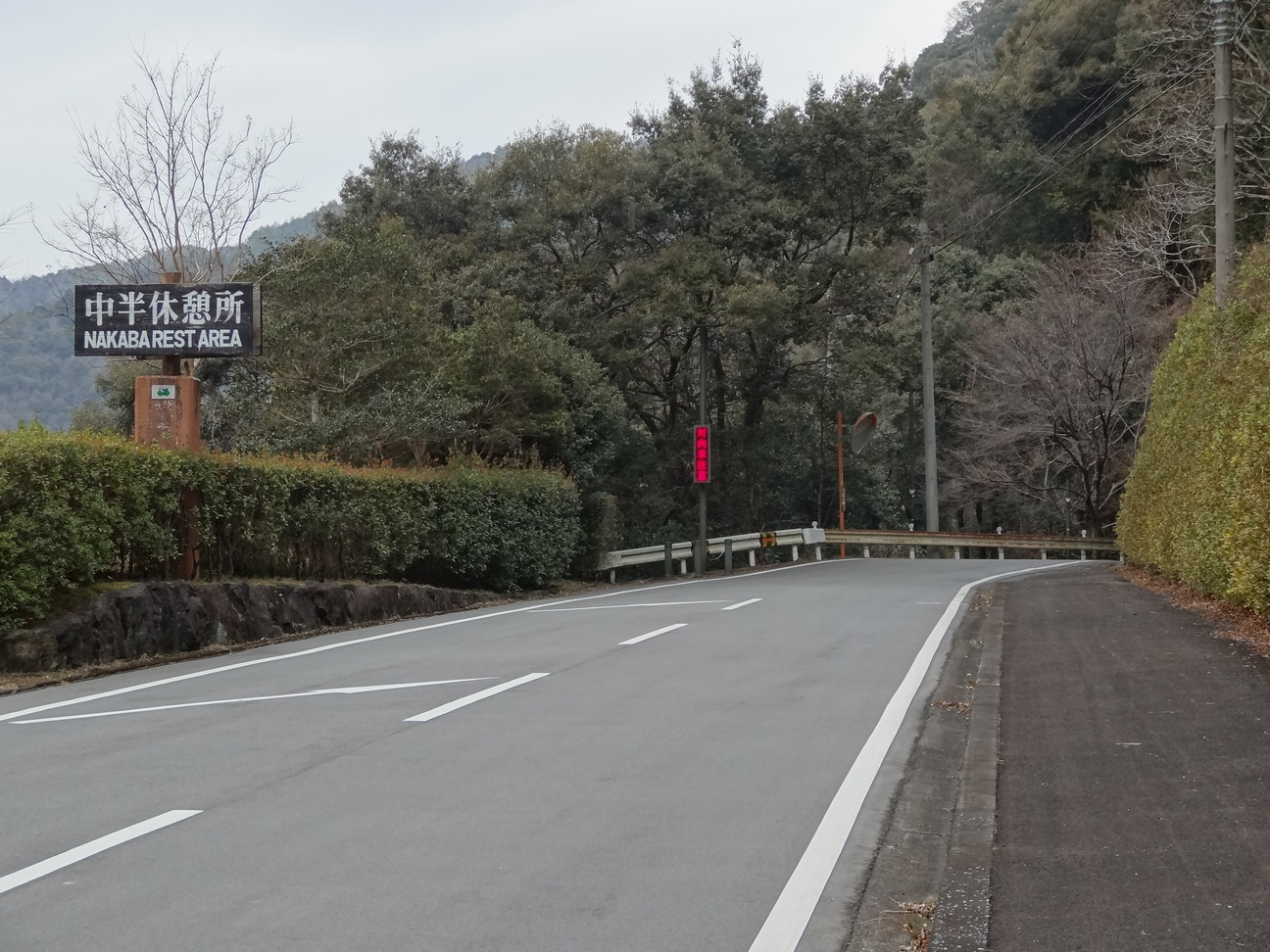
高知県四万十市西土佐・中半（なかば）休憩所付近（江川崎方面）

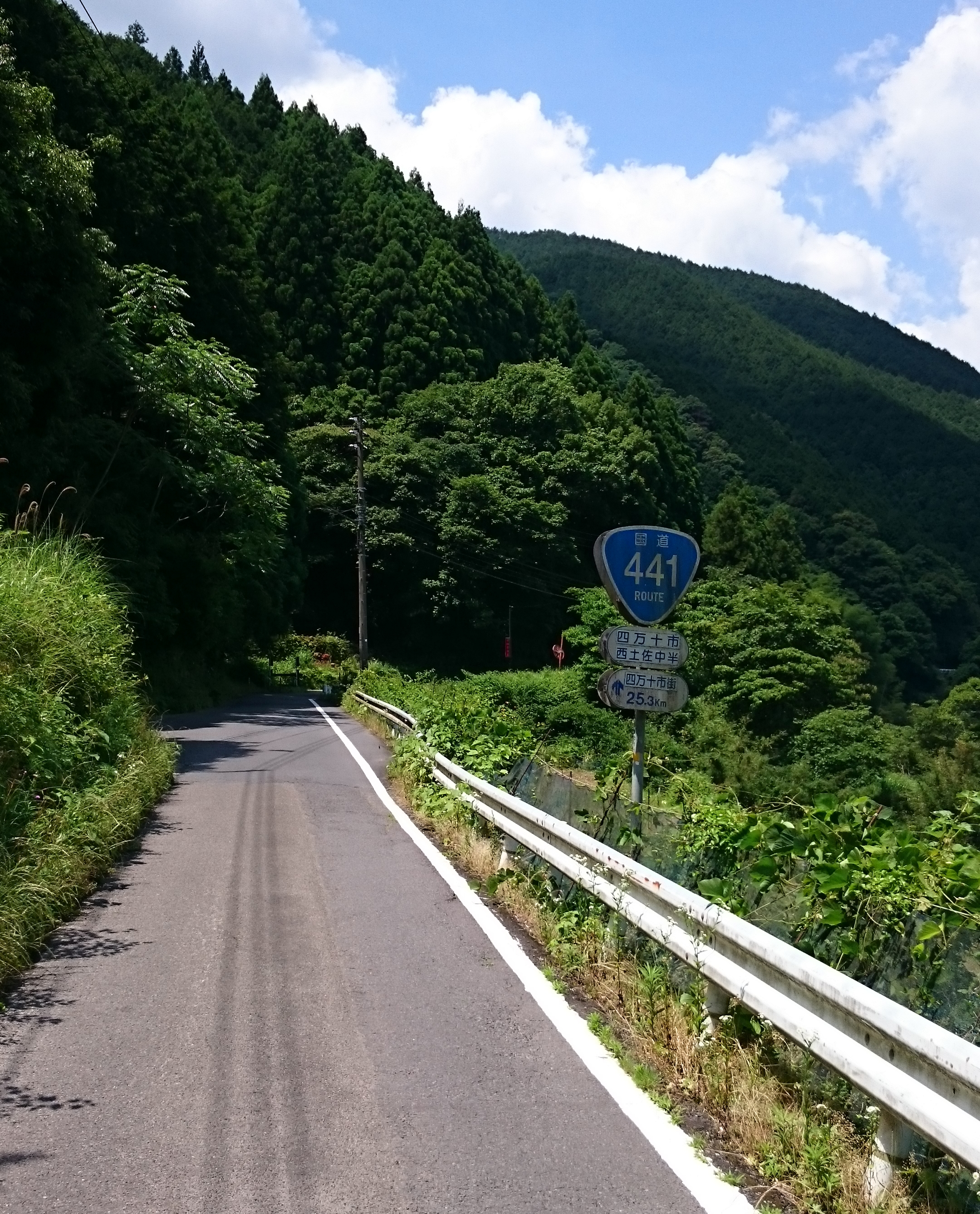
途中一車線区間も存在する（西土佐中半付近）

国道441号（こくどう441ごう）は、愛媛県大洲市から高知県四万十市に至る一般国道である。

## 概要
愛媛県西部、肱川流域にある大洲市中心市街地にある大洲市役所前の国道56号交点（片原町交差点）から、四国山地西部の山間部を南北に縦断して、高知県南西部に位置する四万十市の中心市街地にある国道56号交点（右山交差点）に至る一般国道の路線である。主な通過地は、愛媛県大洲市大洲、西予市野村町野村、北宇和郡鬼北町・松野町、高知県四万十市西土佐江川崎・中村京町である。路線の中間にあたる愛媛県と高知県との県境付近、鬼北町大字出目 - 四万十市西土佐江川崎の区間は国道381号と重用する。愛媛県側は四国山地の峠越えの山岳道路、高知県側は南流する四万十川に沿って四万十市の中村市街地に行き着く。ルート全線にわたり、断続的に未改良の狭隘道路の区間があり、いわゆる「酷道」のひとつにあげられている。

### 路線データ
一般国道の路線を指定する政令に基づく起終点および重要な経過地は次のとおり。
- 起点：大洲市（片原町交差点 = 国道56号交点、愛媛県道234号大洲保内線起点）
- 終点：中村市[注釈 2]（国道439号交点）
- 重要な経過地：愛媛県北宇和郡広見町[注釈 3]、高知県幡多郡西土佐村[注釈 2]
- 総延長 : 111.2 km（愛媛県 69.6 km、高知県 41.6 km）重用延長を含む。[3][注釈 4]
- 重用延長 : 17.2 km（愛媛県 12.1 km、高知県 5.1 km）[3][注釈 4]
- 未供用延長 : なし[3][注釈 4]
- 実延長 : 94.0 km（愛媛県 57.5 km、高知県 36.6 km）[3][注釈 4]
  - 現道 : 89.9 km（愛媛県 55.8 km、高知県 34.1 km）[3][注釈 4]
  - 旧道 : 4.1 km（愛媛県 1.7 km、高知県 2.4 km）[3][注釈 4]
  - 新道 : なし[3][注釈 4]
- 指定区間：なし[4]

## 歴史
- 1982年（昭和57年）4月1日 - 一般国道441号（大洲市 - 中村市）として指定（1981年（昭和56年）4月30日公布の昭和56年政令第153号）。

前身は愛媛県道31号野村広見線と愛媛県道233号大洲城川線の一部。
- 1993年（平成5年）4月1日 - 高知県側の経路を国道439号杓子峠経由から旧高知県道3号宇和島中村線経由に変更（1992年（平成4年）4月3日公布の平成4年政令第104号）。

## 路線状況
実延長94.0 kmのうち、車道幅員5.5 m以上の改良済延長は70.4 kmで、改良率は74.9 %である。2車線の道路が多く占めるが、いわゆる酷道状態の場所は、大洲市郊外、野村町郊外 - 土屋隧道付近などにあり、快走路と1車線ほどの狭隘路を繰り返しながら、峠や集落を縫って走っている。ルートの中間地点にあたる、愛媛県北宇和郡鬼北町近永の市街地を抜ける狭いルートは、昔ながらの商店街が国道になっている。

### 重複区間
- 国道381号（愛媛県北宇和郡鬼北町大字出目 - 高知県四万十市西土佐江川崎）

### バイパス
- 北只バイパス

概要：愛媛県大洲市北只地区の延長610 mのバイパス。幅員狭小の解消、歩行者の安全確保を目的に、2007年（平成19年）に事業化され、2013年（平成25年）3月27日に開通した、車道幅員3 mの2車線道路。
- 網代バイパス

概要：高知県四万十市西土佐橘から同県同市西土佐岩間に至る、延長3.1 kmのバイパス。幅員狭小、線形不良および大雨時の事前通行規制区間解消を目的に、1994年（平成6年）に事業化された。道路区分は第3種第3級である。2014年2月15日供用。
- 川登バイパス

概要：高知県四万十市川登地区の延長1.1 kmのバイパス。幅員狭小、大雨時の道路冠水による通行止め解消を目的に、2001年（平成13年）に事業化され、2012年（平成24年）12月29日に供用。

### 道路施設

#### 橋梁
- 愛媛県
  - 梁瀬橋（嵩富川、大洲市）
  - 野村大橋（肱川（宇和川）、西予市）
  - 陽路橋（三間川、北宇和郡鬼北町）
- 高知県
  - 新川崎橋（広見川、四万十市）
  - 橘大橋（四万十川、四万十市）
  - 白岩橋（藤ノ川川、四万十市）

#### トンネル
- 愛媛県
  - 白髭トンネル：延長653 m、1983年（昭和58年）竣工、大洲市 - 西予市
  - 出合トンネル：延長437 m、1978年（昭和53年）竣工、西予市
  - 椎ノ木トンネル：延長117 m、1977年（昭和52年）竣工、西予市
  - 桜ケ峠トンネル：延長684 m、1984年（昭和59年）竣工、西予市
  - 土屋隧道：延長577 m、1937年（昭和12年）竣工、西予市 - 北宇和郡鬼北町[注釈 5]
  - 生田トンネル：延長85 m、1998年（平成10年）竣工、北宇和郡鬼北町
  - 櫻隧道：延長207 m、1955年（昭和30年）竣工、北宇和郡鬼北町
  - 松野東トンネル：延長353 m、2011年（平成23年）竣工、北宇和郡松野町（国道381号重複区間内）
- 高知県
  - 網代トンネル：延長1,908 m、2011年（平成23年）竣工、四万十市※網代バイパス
  - 久保川トンネル：延長120 m、2003年（平成15年）竣工、四万十市
  - 鵜ノ江トンネル：延長268 m、1998年（平成10年）竣工、四万十市
  - 川登トンネル：延長148 m、2011年（平成23年）竣工、四万十市
  - 塩塚トンネル：延長212 m、1973年（昭和48年）竣工、四万十市

#### 道の駅
- 高知県
  - 道の駅よって西土佐（四万十市）

## 地理
愛媛県内の四国山地を越えてゆく道路は、山の傾斜面をつづら折れで登ってゆき尾根をトンネルで抜ける急峻な山林地帯の中にある。北宇和郡鬼北町大宿では、沿道の急斜面に立派な石垣が築かれて、家々などが建てられている独特の風景を見ることができる。高知県内では、県西部を流れる四万十川の中流から下流域に沿っており、川沿いの国道からは「日本最後の清流」とも想起される四万十川の清らかな流れと、周囲の山村風景とを合わせた日本の原風景と例えられた独特の景観が随所でみられる。

### 通過する自治体
- 愛媛県
  - 大洲市 - 西予市 - 北宇和郡鬼北町 - 北宇和郡松野町
- 高知県
  - 四万十市

### 交差する道路
| 交差する道路                                                   | 都道府県名 | 市町村名 | 市町村名 | 交差する場所           | 交差する場所        |
| -------------------------------------------------------------- | ---------- | -------- | -------- | ---------------------- | ------------------- |
| 国道56号 国道197号 重複 国道380号 重複 愛媛県道234号大洲保内線 | 愛媛県     | 大洲市   | 大洲市   | 大洲                   | 片原町交差点 / 起点 |
| 愛媛県道44号大洲野村線                                         | 愛媛県     | 大洲市   | 大洲市   | 柚木                   |                     |
| 国道56号 / 大洲道路                                            | 愛媛県     | 大洲市   | 大洲市   | 柚木                   | [ 注釈 6 ]          |
| 愛媛県道331号高瀬松渓線                                        | 愛媛県     | 西予市   | 西予市   | 野村町松溪             |                     |
| 愛媛県道29号宇和野村線 重複区間起点                            | 愛媛県     | 西予市   | 西予市   | 野村町河西             |                     |
| 愛媛県道29号宇和野村線 重複区間終点                            | 愛媛県     | 西予市   | 西予市   | 野村町阿下（あげ）     |                     |
| 愛媛県道35号野村城川線                                         | 愛媛県     | 西予市   | 西予市   | 城川町田穂             |                     |
| 愛媛県道282号小倉三間線 重複区間起点                           | 愛媛県     | 北宇和郡 | 鬼北町   | 大字清水               |                     |
| 愛媛県道282号小倉三間線 重複区間終点                           | 愛媛県     | 北宇和郡 | 鬼北町   | 大字清水               |                     |
| 愛媛県道315号音地清延線                                        | 愛媛県     | 北宇和郡 | 鬼北町   | 大字清延               |                     |
| 愛媛県道283号広見吉田線                                        | 愛媛県     | 北宇和郡 | 鬼北町   | 大字清延               |                     |
| 愛媛県道281号近永停車場線                                      | 愛媛県     | 北宇和郡 | 鬼北町   | 大字近永               |                     |
| 愛媛県道316号奈良近永線                                        | 愛媛県     | 北宇和郡 | 鬼北町   | 大字近永               |                     |
| 国道320号                                                      | 愛媛県     | 北宇和郡 | 鬼北町   | 大字永野市             | [ 注釈 7 ]          |
| 国道381号 重複区間起点                                         | 愛媛県     | 北宇和郡 | 鬼北町   | 大字出目               |                     |
| 愛媛県道280号下鍵山松野線                                      | 愛媛県     | 北宇和郡 | 松野町   | 大字延野々（のびのの） |                     |
| 高知県道・愛媛県道8号西土佐松野線                              | 愛媛県     | 北宇和郡 | 松野町   | 大字松丸               |                     |
| 高知県道・愛媛県道106号十和吉野線                              | 愛媛県     | 北宇和郡 | 松野町   | 大字蕨生               |                     |
| 高知県道331号江川崎停車場線                                    | 高知県     | 四万十市 | 四万十市 | 西土佐江川崎           |                     |
| 国道381号 重複区間終点                                         | 高知県     | 四万十市 | 四万十市 | 西土佐江川崎           |                     |
| 高知県道・愛媛県道8号西土佐松野線                              | 高知県     | 四万十市 | 四万十市 | 西土佐橘               |                     |
| 高知県道50号有岡川登線                                         | 高知県     | 四万十市 | 四万十市 | 川登                   |                     |
| 高知県道340号川登中村線                                        | 高知県     | 四万十市 | 四万十市 | 川登                   |                     |
| 高知県道380号板の川大用線                                      | 高知県     | 四万十市 | 四万十市 | 板ノ川                 |                     |
| 国道439号                                                      | 高知県     | 四万十市 | 四万十市 | 中村京町5丁目          | 終点                |

### 交差する鉄道
- 予土線

### 峠
- 愛媛県
  - 桜が峠（西予市）